# Godelieve Laureys
Godelieve L.J.M. Laureys (Dendermonde, 16 juni 1949) is een Belgische taalkundige met als onderzoeksgebieden moderne Scandinavische taalkunde, bilinguale lexicologie, taalpolitiek en natiegebonden taalvariatie.

## Biografie
Laureys behaalde in 1970 het diploma Licentiaat Germaanse Filologie aan de Universiteit Gent. Het volgende jaar behaalde ze een Postgraduaat in de Deense en Algemene Taalkunde aan de Universiteit van Kopenhagen. In 1979 werd ze Doctor in de Letteren en Wijsbegeerte aan de Universiteit Gent. Tussen 1983 en 1992 was ze gewoon hoogleraar Scandinavische Talen en Culturen aan de Rijksuniversiteit Groningen waar ze het Interuniversitair Centrum voor Scandinavische Studies (ICSS) stichtte. Tussen 1992 en 2014 was ze gewoon hoogleraar Scandinavistiek en Noord-Europakunde aan de Universiteit Gent. In die periode bleef ze actief als buitengewoon hoogleraar in Groningen. In 2014 ging ze met emeritaat. In 2016 werd ze president van de Orde van den Prince.
Laureys was hoofdredacteur van het Van Dale Nederlands-Zweeds / Zweeds-Nederlands woordenboek (1996), van het Groot Nederlands-Deens woordenboek (2004 bij de Deense uitgever Gyldendal) en van het Groot woordenboek Nederlands-Fins / Fins-Nederlands (2012, Het Spectrum).

## Onderscheidingen
- Ridder in de Zweedse Orde van de Poolster (1996)
- Officier in de Orde van Oranje-Nassau (2005)